# حمله اسرائیل به کاروان کمک‌رسانی غزه
حمله اسرائیل به کاروان آزادی حمله‌ای بود که در تاریخ ۳۱ مه ۲۰۱۰ (۲۱ اردیبهشت ۱۳۸۹) توسط کماندوهای واحد شایتت ۱۳ ارتش اسرائیل به یک ناوگان دریایی حامل کمک‌های بشردوستانه تحت عنوان ناوگان آزادی به باریکهٔ غزه، که شامل شش کشتی حامل ۶۶۳ فعال حامی فلسطینیان از ۳۷ کشور بود، صورت گرفت. این حمله در آب‌های آزاد و در شرایطی انجام شد که این کشتی قصد شکستن محاصره دریایی نوار غزه و رساندن کمک‌های بشردوستانه را داشت. نه مسافر روی کشتی اصلی، ماری مرمره، طی زد و خوردی که در نتیجه ورود کماندوها به سطح کشتی درگرفت کشته شدند.
حدود ۶۰ فعال و ۱۰ سرباز اسرائیلی در منازعه زخمی‌شدند. ناوگان نپذیرفته بود مسیر اش را به سوی بندر اشدود عوض کند، جاییکه دولت اسرائیل اعلام کرده بود کمکها را بازرسی خواهد کرد و موارد مورد پذیرش اسرائیل را به غزه خواهد فرستاد. گزارشهای اسرائیلی مدعی اند که سربازان هنگامی‌که وارد قایق می‌شدند مورد حمله قرار گرفتند، درحالی‌که فعالان مدعی اند که اسرائیلیها پیش از ورود آتش گشودند.
شورای امنیت سازمان ملل متحد اقداماتی را که منجر به مرگ حداقل ۱۰ غیرنظامی و زخمی شدن بسیاری شد محکوم کرد، و خواستار «یک تحقیق سریع، بیطرفانه، موثق و شفاف مطابق با استانداردهای بین‌المللی» شد، درحالی‌که شورای حقوق بشر سازمان ملل متحد هم خواستار یک تحقیق در خصوص حمله شد. بنیامین نتانیاهو نخست‌وزیر اسرائیل، برای تلفات ابراز تأسف کرد و گفت که این اتفاق نشان دهنده یک مورد آشکار دفاع از خود نیروهای دفاعی اسرائیل است، درحالی‌که اسرائیل قربانی یک حمله مزورانه بین‌المللی است. برخی کشورها در اعتراض به این اقدام سفیر اسرائیل را فراخواندند. بنابر رای شورای حقوق بشر سازمان ملل متحد، ارتش اسرائیل قوانین بین‌المللی را در طی این حمله نقض کرده است و پیگرد قانونی علیه اسرائیل را برای کشتار تعمدی و بروز میزان غیرقابل قبول وحشیگری ممکن دانسته است.

## پیش از رویداد

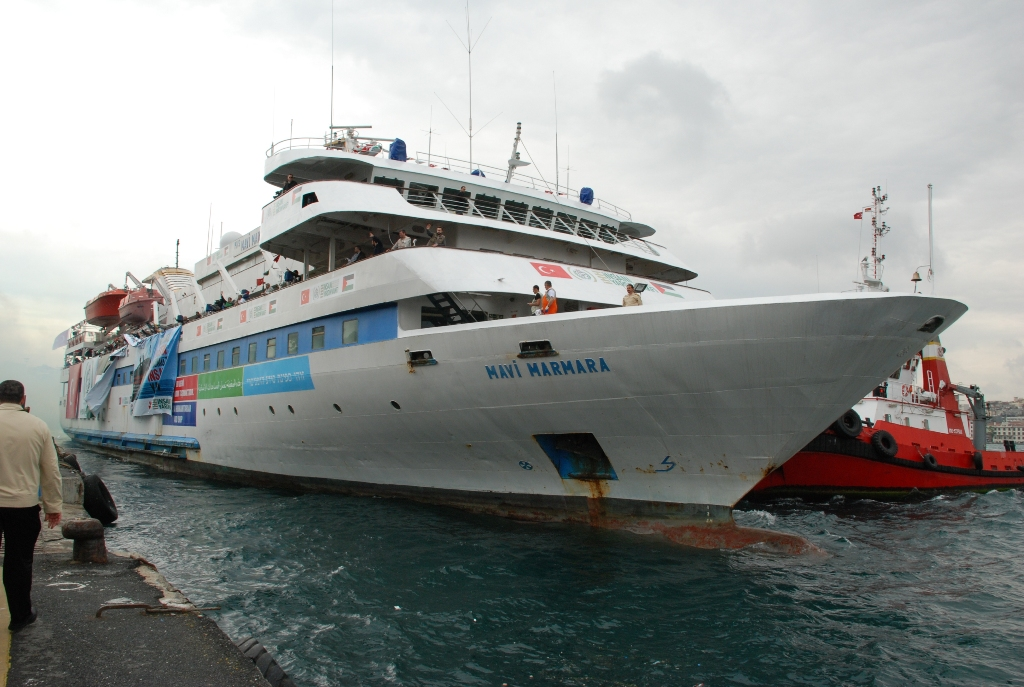
کشتی در ۲۲ مه ۲۰۱۰، در حال ترک استانبول به مقصد غزه

در تاریخ شنبه ۲۲ مه ۲۰۱۰، کاروان «ناوگان آزادی غزه» شامل ۹ کشتی از ۴۰ کشور و با حضور ۸۰۰ فعال خارجی و حامی غزه، از بندر آنتالیای ترکیه راهی غزه شده بود و بر پایهٔ برنامه قرار بود پنج‌شنبه ۲۷ مه به غزه برسند.
این کشتی‌ها از کشورهای آمریکا، یونان، فرانسه، ایتالیا، آلمان، مالزی و ونزوئلا، همراه با شماری از فعالان حقوق بشر، نمایندگان جامعه مدنی و خبرنگاران بودند. از جمله افراد این کاروان، شیخ رائد صلاح، رئیس جنبش اسلامی و حنین زعبی، عضو کنست مجلس نمایندگان اسرائیل بودند.
این کشتی‌ها حامل کمک‌های پزشکی، دارویی و غذایی به باریکهٔ غزه بودند که در کشتی‌های ترکیه تعداد زیادی از چرخ‌های مخصوص معلولان (ویلچر) و چادر به منظور برپایی بیمارستان‌های صحرایی و نیز لوازم تحریر و تجهیزات ورزشی و پزشکی و مواد ساختمانی برای مردم غزه وجود داشت.

## شرح رویداد

به‌ادعای اسرائیل، این‌ها سلاح‌های سرد ضبط شده در کشتی است.

در حالی که کاروان آزادی به ۵۰ مایلی ساحل غزه نزدیک می‌شد، کشتی‌های اسرائیلی با پرچم‌های سفید کاروان آزادی را محاصره کرده و با بالگردهای خود آن را مورد هدف قرار دادند. این حمله، در نیمه‌های شب با فرماندهی مستقیم فرمانده نیروی دریایی اسرائیل صورت گرفت.
با این حال بنا به ادعای سخنگوی دولت اسرائیل، سرنشینان کشتی با سلاح گرم به مقابله با نیروهای اسرائیلی پرداخته بودند، هرچند پیشتر از آن به‌ادعای منابع ارتشی اسرائیل، فعالان کمک‌رسان تنها با سلاح سرد به دفاع از خود پرداخته بودند.
فعالان صلح می‌گویند سربازان اسرائیلی بلافاصله پس از ورود به کشتی‌ها دست به تیراندازی زدند.
بنابر گزارش شبکه ان‌تی‌وی ترکیه در این درگیری، نیروهای اسرائیلی دست‌کم ۱۶ تن را کشته و ۵۰ تن را زخمی و بقیه (از جمله خبرنگاران) را بازداشت کردند. خبرگزاری ایتارتاس روسیه به نقل از شبکه اسکای نیوز کشته شدن ۱۹ نفر را در این حمله تأیید کرد.
پس از تصرف کشتی‌ها، نظامیان اسرائیلی این کشتی‌ها را مجبور کردند به طرف بندر اشدود در اسرائیل حرکت کنند. همچنین فعالان هوادار فلسطین نیز به زندانی در همان بندر منتقل شدند.

## پس از رویداد
اسامی کشته شدگان ترکیه ای
1. ابراهیم بیلگن(İbrahim Bilgen) - سرت
2. علی حیدر بنگی(Ali Haydar Bengi) - دیاربکر
3. جودت کیلیچلار(Cevdet Kılıçlar) - استانبول
4. چتین توپچو اوغلو(Çetin Topçuoğlu) عضو تیم ملی تکواندو- آدانا
5. نجدت یلدریم(Necdet Yıldırım)- مالاتیا
6. فورکان دوغان(Furkan Doğan)- قیصری
7. فخری یالدیز(Fahri Yaldız)- آدیامان
8. جنگیز سونگور (Cengiz Songür)- ازمیر
9. جنگیز آکیوز(Cengiz Akyüz)- اسکندرون

مراسم تدفین کشته شدگان ترک‌تبار جنبش غزه آزاد در طی حمله

### واکنش‌های مردمی

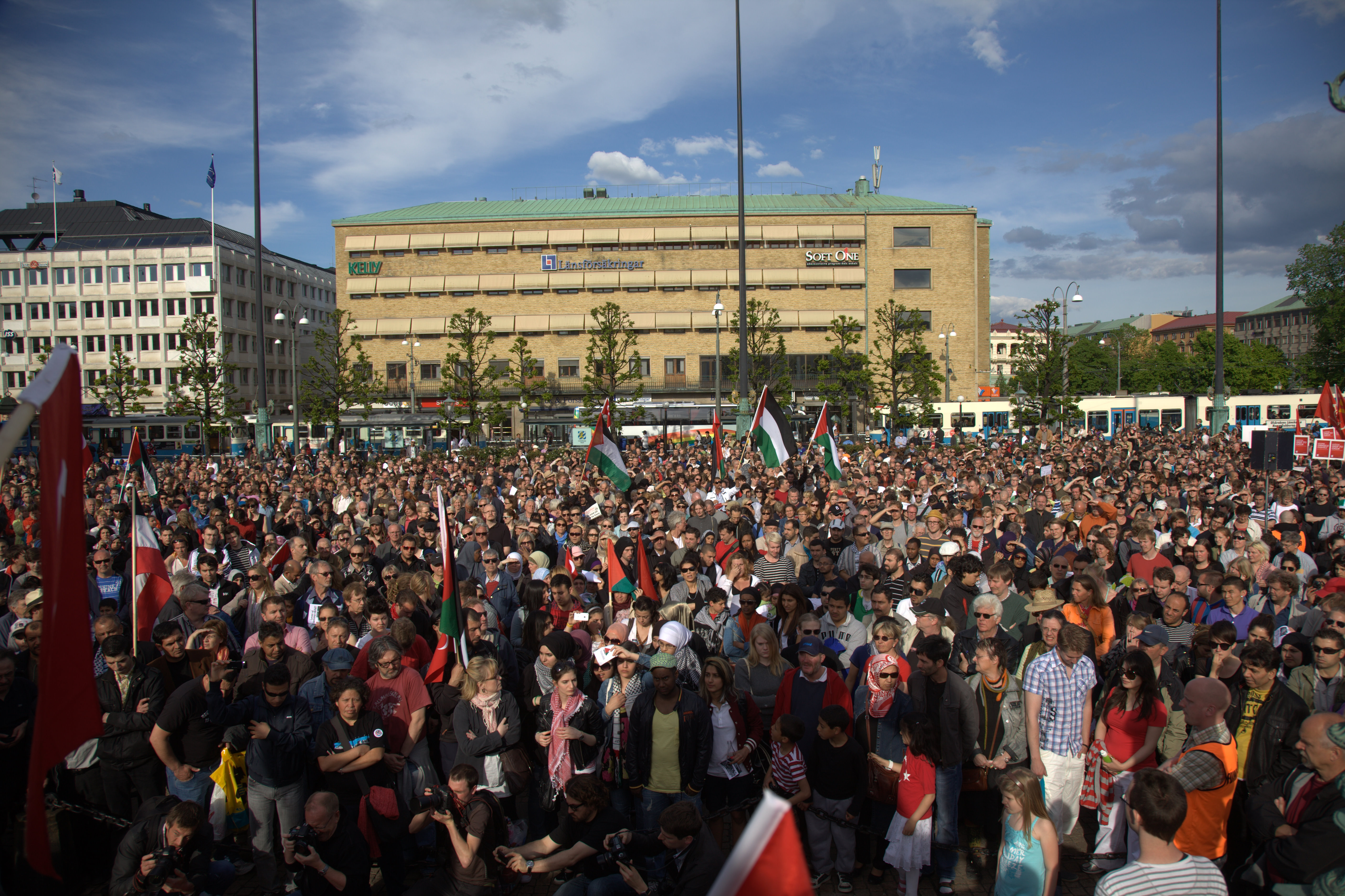
تجمع ۴۰۰۰ نفری در گوتنبرگ سوئد در ۳۱ مه ۲۰۱۰ در حمایت از کشتی راهی غزه

- ترکیه: هزاران نفر از مردم ترکیه با شنیدن خبر این حمله، به کنسولگری اسرائیل یورش بردند.[۳۰]
- ایران: در ایران به دعوت صداوسیما و ارگان‌های دولتی، پس از اولین نماز جمعه بعد از حادثه، برخی نمازگزاران به شعاردهی و سنگ پراکنی مشغول شدند.[۳۱][۳۲]
- فلسطین:کودکان فلسطینی به یادبود فعالان جانباخته در این حمله، شاخه‌های گل را به دریا ریختند.[۳۳]
- ایالات متحده آمریکا:مردم منطقه نورث وست واشینگتن با شرکت در یک گردهمایی و در حالی که پوششی از پرچم فلسطین به تن داشتند، خواستار عذرخواهی اسرائیل از بابت این اقدام شدند.[۳۴]
- روسیه: جمعی از مردم مسکو در اعتراض به حمله نظامی اسرائیل به کشتی‌های حامل کمک‌های انسان‌دوستانه به نوار غزه در مقابل سفارت اسرائیل در مسکو تظاهرات کردند. مردم معترض پرچم‌های فلسطین، روسیه و ترکیه را در دست داشتند.[۳۵]

### واکنش‌های مقامات و نهادهای رسمی

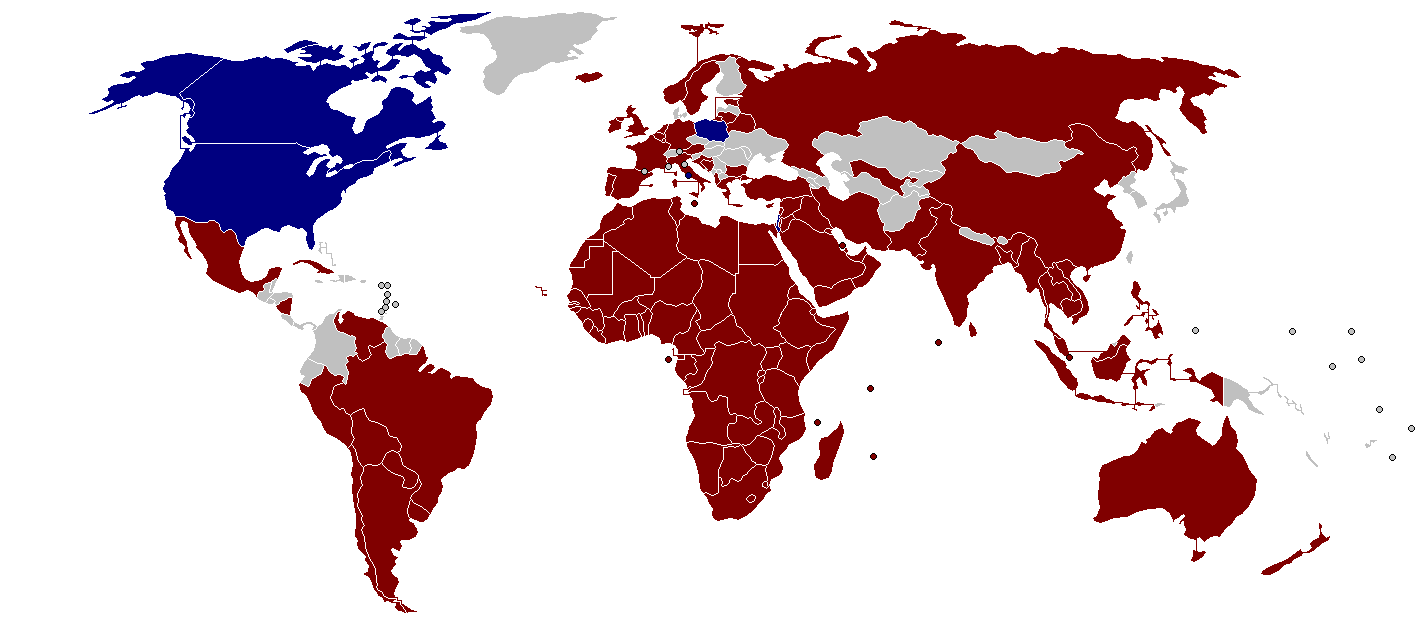
کشورهایی که به این اقدام اسرائیل واکنش نشان دادند. معترضان به حرکت اسرائیل به رنگ قرمز و معترضان به حرکت ترکیه به رنگ آبی.

سازمان ملل متحد:
شورای امنیت ساعاتی بعد از این حمله اعلام کرد که تشکیل جلسه اضطراری داد و در طی بیانیه‌ای خواستار تحقیقات بی‌طرفانه، سریع، شفاف و موثق شد که پس از صدور این بیانیه، بنابر گفته اسرائیل، گروهی از شبه نظامیان غزه با عبور از مرز و ورود به اسرائیل اقدام به تبادل آتش با نیروهای این کشور کردند که دو نفر از شبه نظامیان در این بین کشته شدند.
بیش‌تر اعضا خواهان تحقیقات کامل پیرامون ماجرا شده و بسیاری از اعضا از اقدام اسرائیل انتقاد کرده و خواهان پایان محاصره سه‌ساله غزه شدند.
بان کی‌مون رفتار خشونت‌آمیز اسرائیلیان را محکوم کرد و خواستار توضیح مقامات اسرائیلی در این باره شد.
سازمان کنفرانس اسلامی: نشست فوق‌العاده کمیته اجرایی سازمان کنفرانس اسلامی در تاریخ ۱۶ خرداد در جده عربستان و با حضور وزیران امور خارجه کشورهای جمهوری اسلامی ایران، اندونزی، سنگال، ترکیه، فلسطین و لبنان برگزار شد. همچنین کشورهای عربستان، قطر، مالزی، سوریه و تاجیکستان در سطح معاون وزیر خارجه حضور یافتند. در این نشست راه‌های مقابله با جنایات اسرائیل و کمک به مردم غزه مورد بحث و بررسی قرار گرفت.
 سیکا: سومین دوره اجلاس سیکا در بیانیه پایانی خود اسرائیل را به دلیل یورش به ناوگان آزادی محکوم کرد. اسرائیل که یکی از اعضای شورا بود از امضای بیانیه پایانی این دور اجلاس سیکا امتناع کرد. همچنین براساس این بیانیه، اعضا به اتفاق خواهان لغو محاصره نوار غزه و بازگشت اسرائیل به مرزهای تعیین شده شدند.
 فلسطین: اسماعیل هنیه، نخست‌وزیر دولت منتخب فلسطین، در پی این حمله خواستار اقدام جامعهٔ بین‌المللی شد. همچنین محمود عباس، رئیس حکومت خودگردان فلسطین، ضمن محکومیت این جنایت، در اراضی فلسطینی ۳ روز عزای عمومی اعلام کرد. او گفت «تصمیم حمله به این ناوگان و دستگیری سرنشینان آن، تصمیمی بوده است که به شکلی از پیش تعیین شده از سوی رهبران اسرائیلی اتخاذ شده است.» همچنین سامی ابوزهری سخنگوی حماس، نیز این اقدام اسرائیل را محکوم کرده و آن را جنایتی نمایانگر ماهیت این رژیم خواند.
 ایران: محمود احمدی‌نژاد، رئیس‌جمهور ایران نیز در جریان دیدار با رئیس مجلس اندونزی ضمن تقبیح اقدامات اسرائیل این اقدام را توهین به شرافت انسان‌ها توصیف کرد.
سعید جلیلی، دبیر شورای عالی امنیت ملی ایران، این حمله را «وحشیانه و نشانه اوج عجز این حکومت» خواند و ضمن توصیف این اقدام به نوعی «راهزنی تروریستی» گفت: «رژیم جنایت‌کار و تروریست صهیونیستی که در برابر فشار روزافزون افکار عمومی جهان قرار گرفته، اینک به آدمکشی دریایی روی آورده است.»
کاظم جلالی سخنگوی کمیسیون امنیت ملی و سیاست خارجی مجلس شورای اسلامی، حمله اسرائیل به کاروان آزادی غزه را اقدامی وحشیانه عنوان کرد.
سید علی خامنه‌ای حمله به کاروان دریایی عازم غزه را حمله به افکار عمومی و وجدان‌های بشری سراسر جهان دانست و گفت: «آمریکا، انگلیس و فرانسه و دیگر دولت‌های اروپایی که از این جانیان بالفطره حمایت سیاسی و رسانه‌ای می‌کنند و همواره با کمک‌های نظامی و اقتصادی خود پشت سر فاجعه‌آفرینی‌های آنان ایستاده‌اند، در مقابل این جنایت باید جداً پاسخگو باشند… جنایت دریایی روز دوشنبه نه نشانه قدرت؛ بلکه نشانه ضعف و درماندگی و سراسیمگی رژیم غاصب است.» میرحسین موسوی با محکوم کردن حمله اسرائیل به کشتی حامل کمک به غزه، آن را نشانه «خوی خشونت جوی رژیم اشغالگر قدس» توصیف کرده است و محمد خاتمی حمله اسرائیل را قتل‌عام خیرخواهان از ملیت‌های گوناگون که با دست‌های تهی حرکت می‌کردند، توصیف کرد.
 ترکیه: در پی این حمله، مقامات بلندپایه ترکیه نشست اضطراری تشکیل دادند. همچنین وزارت خارجه ترکیه، سفیر اسرائیل را در آنکارا فرا خواند. حیاتی یازی جی وزیر مشاور دولت ترکیه نیز این حمله را «خونخوارانه» توصیف کرد. وزارت امور خارجه ترکیه با محکوم کردن شدید حمله اسرائیل به ناوگان آزادی تصریح کرد اسرائیل با این اقدام غیرانسانی و هدف قرار دادن غیر نظامیان نشان داد که اهمیتی به حیات انسان‌ها و تلاش‌های صلح دوستانه نمی‌دهد. همچنین این کشور سفیر خود در اسرائیل را فراخوانی کرد و از تیم فوتبال جوانان ترکیه که برای دو بازی برنامه‌ریزی شده در اسرائیل بودند خواست که به کشور بازگردد و سه تمرین نظامی مشترک خود با اسرائیل را لغو کرد.
 اسرائیل: یوزی دایان، معاون سابق ستاد مشترک ارتش اسرائیل در گفتگو با رادیو ارتش اسرائیل عنوان کرد که در صورتی که رجب طیب اردوغان بخواهد با یکی از کشتیهای ناوگان رزمی ترکیه خود را به نوار غزه برساند، ما کشتی وی را محاصره نمی‌کنیم، بلکه آن را غرق می‌کنیم. اسرائیل همچنین به درخواست بان کی مون مبنی بر تشکیل یک کمیته حقیقت یاب بین‌المللی برای تفحص در این رابطه پاسخ منفی داده است.
 اسپانیا: وزارت خارجه اسپانیا سفیر اسرائیل را در کشور خود فرا خواند.
 فرانسه: نیکولای سارکوزی، رئیس‌جمهور فرانسه ضمن محکومیت حمله نیروهای اسرائیلی به ناوگان آزادی، حکومت اسرائیل را به «استفاده نابجا از قدرت» متهم کرد. او همچنین تسلیت و همدردی خود را با خانواده‌های کشته‌شدگان ابراز کرد. همچنین برنارد کوشنر وزیر امور خارجه فرانسه گفت: «هیچ بهانه‌ای نمی‌تواند این حمله وحشیانه را توجیه کند. من عمیقاً از وقوع این حادثه و عواقب غم‌انگیز آن دچار شگفتی شده‌ام.»
 یونان: وزارت خارجه یونان سفیر اسرائیل را در کشور خود فرا خواند. همچنین در اعتراض به این اقدام، تمرینات نظامی مشترک خود با اسرائیل را لغو کرد.
 آلمان: گویدو وستروله، وزیر امور خارجه آلمان از وقوع این حادثه و جان باختن شماری بی‌گناه به‌شدت ابراز تأسف کرد.
 ایرلند جنوبی: مایکل مارتین، وزیر امور خارجه ایرلند جنوبی با محکوم کردن شدید این حادثه، آن را عملکرد «غیرقابل پذیرش اسرائیل» توصیف کرد.
 ایالات متحده آمریکا: ویلیان برتون، سخنگوی کاخ سفید، نگرانی عمیق خود را از این حمله و تلفات ناشی از آن ابراز داشت.
 سوئد: وزارت خارجه سوئد سفیر اسرائیل را در کشور خود فرا خواند.
 بلژیک: استیون واناکر، وزیر امورخارجه بلژیک ضمن تأسف‌برانگیز خواندن ابعاد این حادثه ابراز داشت: «به اطلاعات بیشتری دربارهٔ علل و عوامل مختلف این حادثه نیازمندیم.»
 مصر: حسنی مبارک رئیس‌جمهوری مصر، یک روز بعد از حادثه، دستور بازگشایی گذرگاه مرزی رفح را به منظور انتقال دارو و سایر کمک‌های بشردوستانه به نوار غزه و ورود بیماران فلسطینی به مصر، صادر کرد.
 ویتنام:دولت ویتنام در اعتراض به حمله اسرائیل به ناوگان آزادی، سفر رئیس‌جمهور اسرائیل به ویتنام را به صورت یکجانبه لغو کرد.
 شورای حقوق بشر سازمان ملل متحد: در گزارش خود که در سپتامبر ۲۰۱۰ و به صورت مستقل انجام داده است، جرایمی از قبیل کشتار تعمدی، شکنجه و رفتار غیرانسانی و آسیب جانی و مالی را که توسط ارتش اسرائیل انجام شده تأیید کرده است. این هیئت در گزارشی ۵۶ صفحه‌ای گفت که مدرک روشنی در دست است که بنا به ماده ۱۴۷ چهارمین کنوانسیون ژنو، اسرائیل قابل پیگرد قانونی است.